# Guglielmo IV d'Alvernia
Guglielmo d'Alvernia (nella prima metà del X secolo – 1016) fu conte d'Alvernia dal 989 fino alla sua morte.

## Origine
Figlio quartogenito del visconte d'Alvernia, Roberto II e di Engelberga (come risulta dal documento n° 363 del Cartulaire de Sauxillanges) e dal documento n° 1525 del Recueil des chartes de l'abbaye de Cluny, tomé 2), di cui non si conoscono gli ascendenti. Roberto II, era figlio del conte di Clermont e visconte d'Alvernia, Roberto I, e di Aldegardis, di cui non si conoscono gli ascendenti, come ci viene confermato dal documento n° 336 del Cartulaire de Brioude, dal fratello Stefano fa una donazione in suffragio delle anime dei genitori.

## Biografia
Guglielmo, dopo la morte dello zio, Stefano (?-ca. 970), vescovo di Clermont, durante il regno di Lotario IV (mense augusto feria quarta, regnante Lothario rege Francorum) controfirmò una donazione fatta da suo fratello, il conte d'Alvernia, Guido I, a suffragio delle anime dei genitori, Roberto II ed Engelberga, del fratello Roberto (III) e dello zio vescovo, Stefano, come risulta dal documento n° 363 del Cartulaire de Sauxillanges, già citato.
Nel 989, alla morte del fratello Guido I, privo di discendenza, secondo lo storico, chierico, canonista e bibliotecario francese, Étienne Baluze, Guglielmo succedette a Guido, nei titolo di Conte d'Alvernia.
Di Guglielmo si hanno poche notizie. Si conosce il nome della moglie, Umberga, di cui non si conoscono gli ascendenti, come asserisce il Baluze, nella sua Histoire généalogique de la maison d'Auvergne.
Umberga, verso la fine del millennio, nei primi mesi del regno di Roberto II, detto il Pio, secondo il documento n° 323 del Cartulaire de Brioude, fece una donazione assieme al marito Guglielmo e, secondo il documento n° 267 del Cartulaire de Sauxillanges, verso l'anno 1000, fece una donazione per la salvezza della propria anima, di quella del marito, Guglielmo e di tutti i loro figli, sia quelli in vita che quelli morti.
Di Guglielmo non si conosce la data esatta della morte, che avvenne verso il 1016 e, nel titolo di conte d'Alvernia gli succedette il figlio primogenito, Roberto.

## Matrimonio e discendenza
Guglielmo aveva sposato Umberga o Ermengarda che secondo alcuni documenti era la figlia di Stefano di Brioude e della sua seconda moglie, Adelaide d'Angiò; infatti secondo la Flandria Generosa, Ermengarda, contessa d'Alvernia era la sorellastra della regina di Francia, Costanza d'Arles (Gostantia regina Francorum et Ermengardis comitissa Arvernensis sorores fuerunt). Ma non il Baluze che, nella sua Histoire généalogique de la maison d'Auvergne, sostiene che Ermengarda è veramente la sorella di Costanza d'Arles, ma è la moglie del conte d'Alvernia, Roberto I.
Guglielmo da Umberga o Ermengarda ebbe quattro figli:
- Roberto I[11] (?- prima del 1032), ricordato in una donazione di Pons, conte di Gévaudan e Forez[12], conte d'Alvernia[13]
- Stefano[12] (?- 1013), ricordato in una donazione con la madre e i fratelli[11], morto in battaglia[14]
- Guglielmo[12], ricordato in una donazione con la madre e i fratelli[11]
- Ermengarda[10] (?- dopo il 1042), che,nel 1005, secondo la Chronica Albrici Monachi Trium Fontium, era sposata al conte di Blois, di Chartres, di Châteaudun, di Tours, di Provins, di Reims, di Meaux e di Troyes, Oddone II[15].

## Ascendenza
|                         |   |         | Genitori |  |  | Nonni |  |  | Bisnonni  |  |  | Trisnonni  |  |
|                         |   |         |          |  |  |       |  |  | Eustorgio |  |  | Arimanno ? |  |
|                         |   |         |          |  |  |       |  |  | Eustorgio |  |  | Arimanno ? |  |
|                         |   | …       |          |  |  |       |  |  | Eustorgio |  |  |            |  |
| Roberto I di Clermont   |   |         |          |  |  |       |  |  | Eustorgio |  |  |            |  |
|                         |   | Arsinda | …        |  |  |       |  |  |           |  |  |            |  |
|                         |   | Arsinda | …        |  |  |       |  |  |           |  |  |            |  |
|                         |   | Arsinda | …        |  |  |       |  |  |           |  |  |            |  |
| Roberto II di Clermont  |   | Arsinda |          |  |  |       |  |  |           |  |  |            |  |
|                         |   | …       | …        |  |  |       |  |  |           |  |  |            |  |
|                         |   | …       | …        |  |  |       |  |  |           |  |  |            |  |
|                         |   | …       | …        |  |  |       |  |  |           |  |  |            |  |
| Aldegardis              |   | …       |          |  |  |       |  |  |           |  |  |            |  |
|                         |   | …       | …        |  |  |       |  |  |           |  |  |            |  |
|                         |   | …       | …        |  |  |       |  |  |           |  |  |            |  |
|                         |   | …       | …        |  |  |       |  |  |           |  |  |            |  |
| Guglielmo IV d'Alvernia |   | …       |          |  |  |       |  |  |           |  |  |            |  |
|                         | … | …       |          |  |  |       |  |  |           |  |  |            |  |
|                         | … | …       |          |  |  |       |  |  |           |  |  |            |  |
|                         | … | …       |          |  |  |       |  |  |           |  |  |            |  |
| …                       | … |         |          |  |  |       |  |  |           |  |  |            |  |
|                         |   | …       | …        |  |  |       |  |  |           |  |  |            |  |
|                         |   | …       | …        |  |  |       |  |  |           |  |  |            |  |
|                         |   | …       | …        |  |  |       |  |  |           |  |  |            |  |
| Engelberga              |   | …       |          |  |  |       |  |  |           |  |  |            |  |
|                         |   | …       | …        |  |  |       |  |  |           |  |  |            |  |
|                         |   | …       | …        |  |  |       |  |  |           |  |  |            |  |
|                         |   | …       | …        |  |  |       |  |  |           |  |  |            |  |
| …                       |   | …       |          |  |  |       |  |  |           |  |  |            |  |
|                         |   | …       | …        |  |  |       |  |  |           |  |  |            |  |
|                         |   | …       | …        |  |  |       |  |  |           |  |  |            |  |
|                         |   | …       | …        |  |  |       |  |  |           |  |  |            |  |
|                         |   | …       |          |  |  |       |  |  |           |  |  |            |  |

### Fonti primarie
- (LA)  Cartulaire de Brioude.
- (LA)  Cartulaire de Sauxillanges.
- (LA)  Recueil des chartes de l'abbaye de Cluny, tomé 2.
- (LA)  Monumenta Germaniae Historica, Scriptores, tomus IX.
- (LA)  Monumenta Germaniae Historica, Scriptores, tomus XXIII.

### Letteratura storiografica
- Louis Alphen, la Francia nell'XI secolo, in «Storia del mondo medievale», vol. II, 1979, pp. 770–806
- (FR)  Baluze, Histoire généalogique de la maison d'Auvergne, tome1.